# جون توماس شارف
جون توماس شارف (بالإنجليزية: John Thomas Scharf)‏ هو صحفي ومؤرخ وسياسي أمريكي، ولد في 1 مايو 1843 في بالتيمور في الولايات المتحدة، وتوفي في 28 فبراير 1898 بسبب ذات الرئة. حزبياً، نشط في الحزب الديمقراطي. وقد انتخب عضو مجلس النواب لولاية ماريلند.